# Hannelore Greve
Hannelore Anna Auguste Greve, geb. Schulz (* 11. November 1926 in Wesel; † 16. Oktober 2023 in Hamburg) war eine deutsche Unternehmerin, Stifterin und Mäzenin. Für „herausragendes Mäzenatentum in Kultur und Wissenschaft und vorbildliches soziales Engagement“ wurde ihr gemeinsam mit ihrem Ehemann Helmut Greve im Jahr 2005 die Ehrenbürgerwürde der Freien und Hansestadt Hamburg verliehen.

## Leben
Hannelore und Helmut Greve heirateten im Jahr 1944. Das Ehepaar hatte drei Töchter. Gemeinsam baute es ab den 1950er Jahren rund um die Helmut Greve Bau und Boden AG eine Unternehmensgruppe mit vielfältigen Aktivitäten auf. Vor allem in Hamburg, aber auch bundesweit verfügten die Unternehmen über einen milliardenschweren Immobilienbestand mit mehr als einer Million Quadratmetern Büro- und Wohnflächen. In den Jahren 2003 bis 2011 war Hannelore Greve Vorsitzende des Vorstands der Aktiengesellschaft.
Seit 1969 war sie auch Eigentümerin eines Einrichtungshauses, das sich auf englische Stilmöbel spezialisiert hat und den Namen Hannelore Greve Möbel und Einrichtungen trägt. Seinen Sitz hat es in einer eigenen Immobilie in der von Greve mitentwickelten City Nord, Hamburg.

## Mäzenatentum

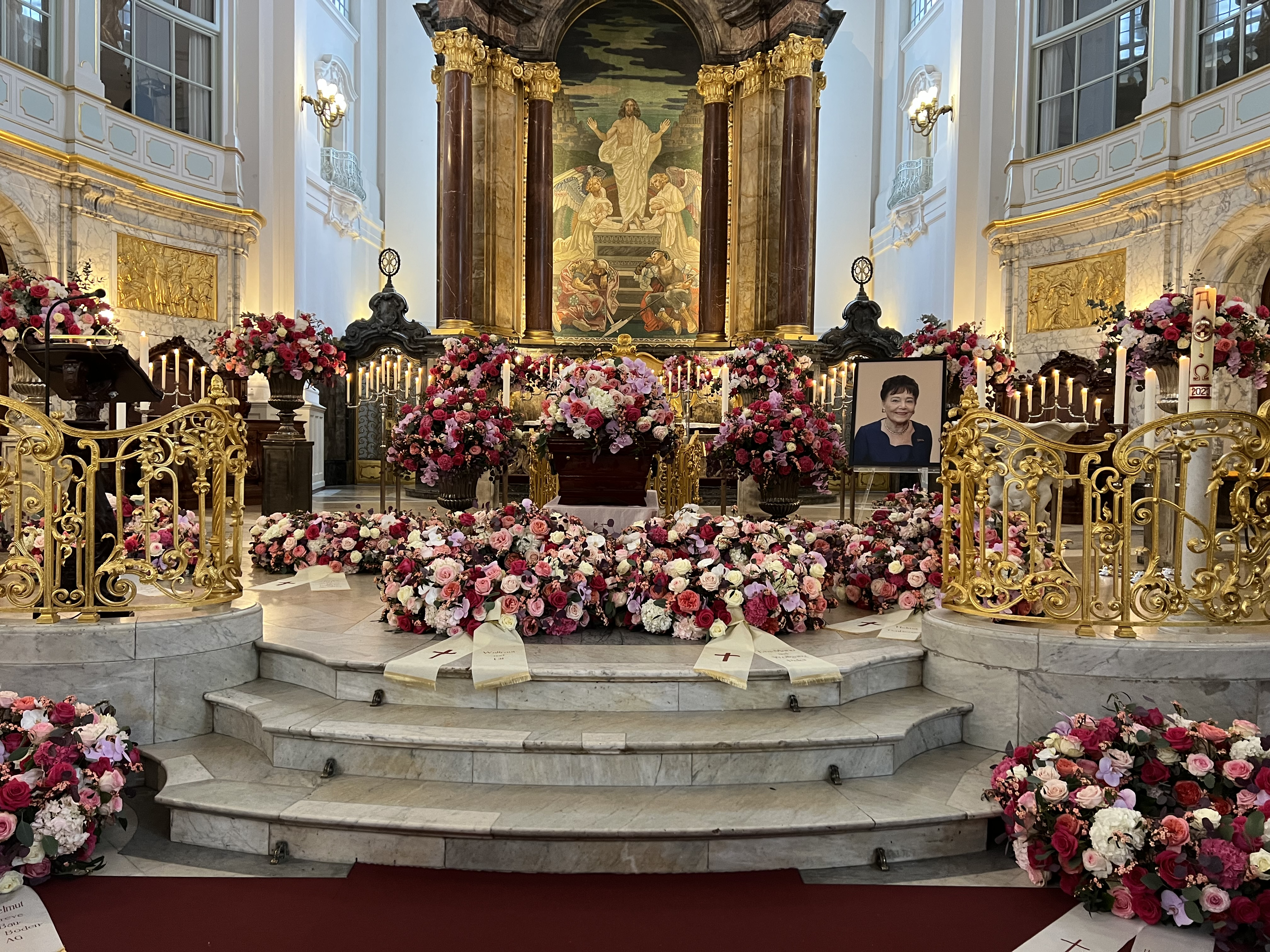
Trauerfeier für Hannelore Greve am 10. November 2023 in der Hauptkirche Sankt Michaelis in Hamburg

Gemeinsam mit ihrem Ehemann gründete sie die Dr. Helmut und Hannelore Greve Stiftung für Wissenschaft und Kultur (später umbenannt in Hamburgische Stiftung für Wissenschaften, Entwicklung und Kultur Helmut und Hannelore Greve). Sie unterstützen unter anderem:
- die Universität Hamburg, indem sie den Neubau zweier Flügelbauten des Hauptgebäudes schenkten,[7]
- die Akademie der Wissenschaften in Hamburg, indem sie die Startfinanzierung bis zum Jahr 2007 übernahmen,[8] und
- die Elbphilharmonie, für deren Bau sie 2005 30 Millionen Euro zur Verfügung stellten.[9]
- den Greve-Preis der Leopoldina in den Bereichen Naturwissenschaften/Medizin und Technikwissenschaften, der mit 250.000 Euro dotiert ist und 2022 erstmals verliehen wurde.[10]

Hannelore Greve stiftete außerdem den mit 25.000 Euro dotierten Hannelore-Greve-Literaturpreis für „herausragende Leistungen auf dem Gebiet der deutschsprachigen Literatur“.

## Ehrungen
Sowohl Hannelore als auch Helmut Greve waren seit 2005 Ehrenbürger der Stadt Hamburg. Beide waren zudem Ehrensenatoren der Universität Hamburg. Hannelore Greve erhielt die Ehrendoktorwürde der Universität Tallinn. 2008 wurde sie mit dem Großen Bundesverdienstkreuz ausgezeichnet.

## Bauwerke
Die Greves errichteten eine Vielzahl von Bauwerken. Hierzu zählt auch die Dudelpassage (Auf dem Dudel) in Wesel, die ca. 1983 errichtet wurde. Die Passage wurde Anfang 2009 revitalisiert.